# Rymań (gromada)
Rymań – dawna gromada, czyli najmniejsza jednostka podziału terytorialnego Polskiej Rzeczypospolitej Ludowej w latach 1954–1972.
Gromady, z gromadzkimi radami narodowymi (GRN) jako organami władzy najniższego stopnia na wsi, funkcjonowały od reformy reorganizującej administrację wiejską przeprowadzonej jesienią 1954 do momentu ich zniesienia z dniem 1 stycznia 1973, tym samym wypierając organizację gminną w latach 1954–1972.
Gromadę Rymań z siedzibą GRN w Rymaniu utworzono – jako jedną z 8759 gromad na obszarze Polski – w powiecie kołobrzeskim w woj. koszalińskim na mocy uchwały nr 43/54 WRN w Koszalinie z dnia 5 października 1954. W skład jednostki weszły obszary dotychczasowych gromad Rymań, Dębica, Leszczyn i Rzesznikowo ze zniesionej gminy Rymań w tymże powiecie. Dla gromady ustalono 18 członków gromadzkiej rady narodowej.
1 stycznia 1958 do gromady Rymań włączono obszar zniesionej gromady Starnin (oprócz wsi Kinowo, Grąd, Kiełpino, Raciborów i Smokęcino) w tymże powiecie.
31 grudnia 1961 do gromady Rymań włączono Kinowo ze zniesionej gromady Gorawino w tymże powiecie.
Gromada przetrwała do końca 1972 roku, czyli do kolejnej reformy gminnej. 1 stycznia 1973 w powiecie kołobrzeskim reaktywowano gminę Rymań.